# Schlacht von al-Qādisīya
Al-Hira – Jarmuk – Kadesia – Heliopolis – Nehawend – Konstantinopel I – Konstantinopel II – Talas
Die Schlacht von al-Qādisīya oder Kadesia bzw. Qadisija (arabisch معركة القادسيّة, DMG Maʿrakat al-Qādisīya) war neben der Schlacht am Jarmuk (in der die Araber 636 Ostrom entscheidend schlugen) einer der Meilensteine im Rahmen der militärischen Expansion des Islam. Der Sieg der Muslime über die Perser ermöglichte die Besetzung Mesopotamiens durch die Muslime und war eine Voraussetzung für ihren Sieg in der Schlacht bei Nehawend, der das Schicksal des persischen Sasanidenreiches einige Jahre später endgültig besiegelte.
Die Truppenstärke sind unklar und die genaue Datierung der Schlacht ist umstritten; traditionell wurde oft 636 und manchmal auch 637 genannt. Die Angaben der zeitlich nächsten Quelle, der armenischen Chronik des Sebeos (137), legen aber den 6. Januar 638 als Datum nahe.

## Die Ausgangslage
Die sasanidischen Perser, deren Reich durch einen langen Krieg mit dem oströmischen Kaiser Herakleios geschwächt war, suchten der arabischen Bedrohung an ihrer Südwestflanke durch einen energischen Schlag zu begegnen. Wohl 634 hatte man in der Schlacht an der Brücke bei Kufa eine erste Attacke erfolgreich abgewehrt, doch die Araber griffen weiter an. Daher führte Rostam Farrochzād, der Reichsfeldherr des Großkönigs Yazdegerd III., nun eine große Armee über den Euphrat nach Kadesia beim heutigen Hilla im Irak. Der Kalif Omar ibn al-Chattab schickte ihm eine Reiterarmee mit gut 30.000 Arabern unter dem Befehl von Sa'ad ibn Abi Waqqas entgegen.

## Schlachtverlauf
Die Araber begannen mit schnellen Reiterattacken, woraufhin die Perser einen Gegenangriff mit Kriegselefanten unternahmen. Dennoch konnten sich die Araber halten. Die Kämpfe waren erbittert und dauerten drei Tage an, bis Sa'ad Unterstützung durch Kämpfer erhielt, die Erfahrung in der Bekämpfung von Kriegselefanten mit Speeren und Bogen hatten. Den Arabern gelang es so, Breschen in die feindlichen Reihen zu schlagen und sich bis in die Nacht hinein einen Vorteil über die Perser zu erkämpfen. Am nächsten Morgen soll dann den Persern ein Wüstensturm entgegengeblasen haben, wodurch schließlich ihre endgültige Niederlage begünstigt worden sein soll (Ähnliches wird auch von der Schlacht am Jarmuk berichtet, in der die Oströmer geschlagen wurden. Es ist daher möglich, dass dies eine Legende bzw. ein Topos ist). Im sasanidischen Lager erbeuteten die Araber das juwelengeschmückte Heilige Banner (Derafsch Kaviani) der Perser. Rostam Farrochzād suchte sein Heil in der Flucht, wurde aber von den Arabern gefangen genommen und geköpft. Die Sieger machten auch ansonsten keine Gefangenen, verloren allerdings selbst mindestens 7.500 Mann.

## Die Folgen der Schlacht
Sa'ad setzte den fliehenden Persern nach, woraufhin Yazdegerd III. angeblich den Arabern das gesamte Gebiet westlich des Tigris anbot, was diese angesichts eines möglichen vollständigen Sieges allerdings ablehnten. Daraufhin musste der Großkönig seine Residenz in Ktesiphon aufgeben und sich nach Osten zurückziehen, um den Widerstand zu reorganisieren, während die Araber Mesopotamien eroberten. Den Arabern war dieser Raum bereits zuvor vertraut, da arabische Stämme an der Randzone Mesopotamiens gesiedelt sowie politisch, wirtschaftlich und kulturell im Kontakt zum Sassanidenreich gestanden hatten.
Wenige Jahre später (642) gelang den Arabern schließlich in der Schlacht bei Nehawend die faktische Zerschlagung des Sasanidenreichs. Yazdegerd III. wurde neun Jahre später im Ostiran ermordet. Mit dem Untergang des letzten vorislamischen Großreichs im Vorderen Orient setzt man für diese Region gemeinhin das Ende der Antike und den Beginn des Mittelalters an.

## Nachleben
Die Schlacht von Kadesia spielte eine wichtige Rolle in der Propaganda des irakischen Regimes Saddam Husseins. Im Rahmen des Kriegs mit dem Iran („Erster Golfkrieg“, 1980–1988) und der irakischen Invasion Chuzestans 1980 zog Saddam Hussein einen historischen Vergleich mit dem spätantiken Konflikt zwischen Arabern und Persern und der siegreichen Schlacht von al-Qādisīya: Auch diesmal würden wieder die Araber (Iraker) gegen die Perser (Iraner) siegen. Diese Deutung wurde in Form von Monumenten wie den Schwertern von Kadesia, Reden, Gedichten, Musik etc. verwertet.